# Jizo Ike
Jizo Ike (von japanisch 地蔵池) ist ein kleiner See an der Prinz-Harald-Küste des ostantarktischen Königin-Maud-Lands. Auf der Halbinsel Skarvsnes am Ostufer der Lützow-Holm-Bucht liegt er im Südwesten des Kizahashi Beach. 
Japanische Wissenschaftler benannten ihn 2012 nach Jizo, einer besonders in Japan populären Bodhisattva-Figur.